# Bryan Clauson

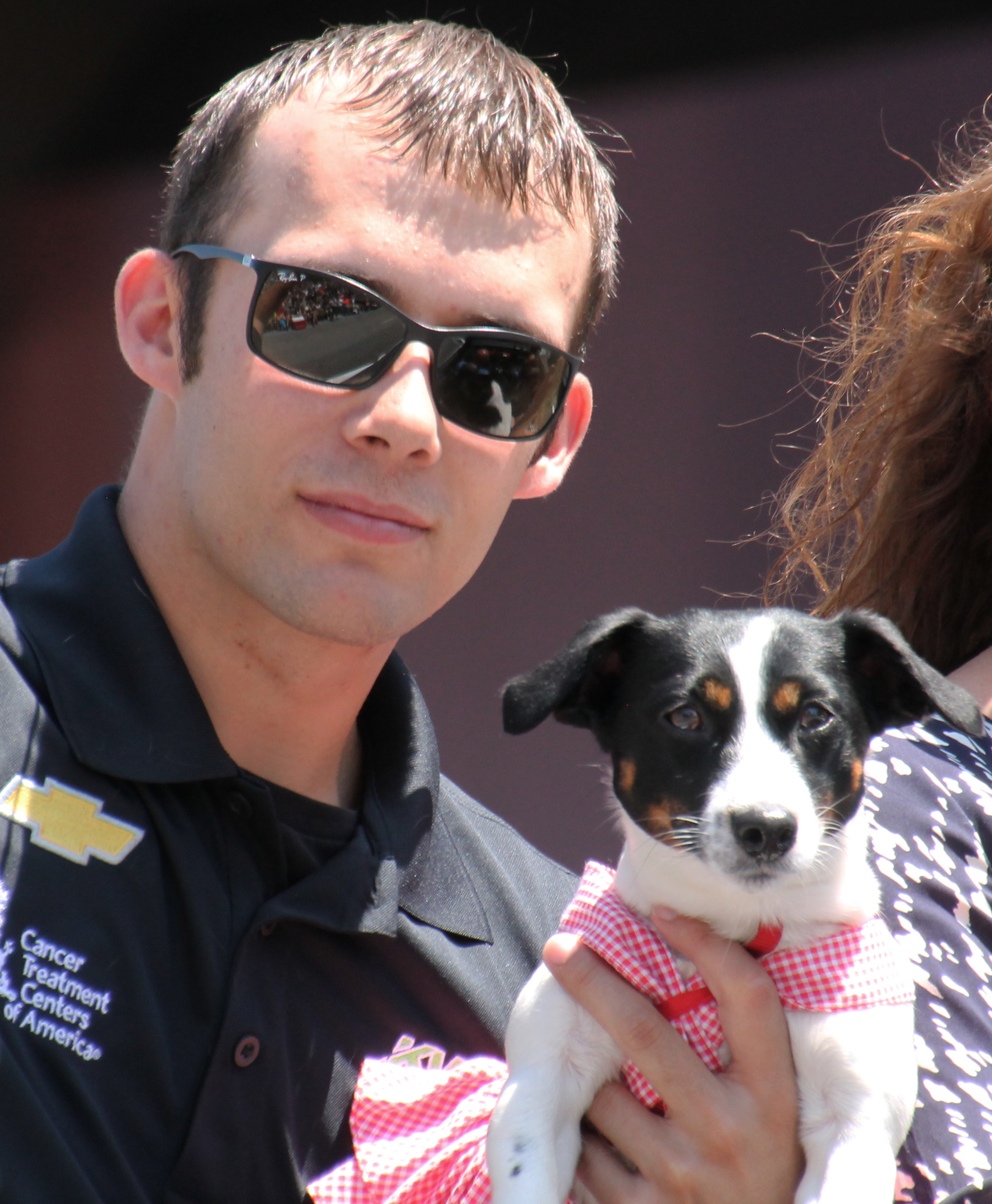
Bryan Clauson (2015)

Bryan Clauson, (Sacramento, Californië, 15 juni 1989 – Lincoln, Nebraska, 7 augustus 2016) was een Amerikaans autocoureur. Hij maakte in 2012 zijn Indianapolis 500-debuut voor Sarah Fisher Hartman Racing. Hij overleed op 7 augustus 2016 in een ziekenhuis na een ongeval tijdens een midgetcar-wedstrijd op 6 augustus in het Amerikaanse Belleville.
Clauson zou in februari 2017 trouwen.

## Carrière

### NASCAR
In 2008 reed Clauson parttime in de NASCAR Nationwide Series voor Ganassi Racing, maar hij werd na verloop van tijd vervangen door Kyle Krisiloff. Later zou hij opnieuw een aantal races rijden voor Ganassi Racing als vervanger van de toen geblesseerde Dario Franchitti. Hij pakte zijn eerste poleposition op Daytona International Speedway maar werd een week later alweer vervangen door de herstelde Franchitti. Hij zou in datzelfde seizoen ook nog zijn debuut gaan maken in de Sprint Cup Series op Lowe's Motor Speedway voor Ganassi, maar doordat de kwalificatie verregende, werd de startopstelling bepaald door het aantal gescoorde punten per team, en omdat het team te weinig punten had, mocht Clauson niet deelnemen aan de race. Later in het seizoen zou hij het opnieuw proberen in Atlanta, maar ook dit keer had hij geen succes, doordat ook tijdens dit raceweekend de kwalificatie verregende en Clauson opnieuw niet mee mocht doen aan de race.
Clauson zou in 2009 zijn fulltime-debuut gaan maken in de NASCAR Nationwide Series voor Ganassi Racing, maar doordat sponsor Fastenal het team verliet, kwam er ook meteen een einde aan Clausons carrière in NASCAR.

### USAC
Clauson ging voor Tony Stewart Racing Silver Crown rijden in 2010. Hij was in dat seizoen zeer succesvol en won het USAC National Midget Championship, rijdend voor zijn eigen team. Hij won in dat seizoen ook de USAC National Drivers Championship. Clauson won daarmee een bedrag van $ 300.000, waardoor hij in 2011 zijn debuut kon gaan maken in de Firestone Indy Lights, de opstapklasse naar de IndyCar Series.

### Indy Lights
Clauson zou in 2011 uitkomen voor het team van Sam Schmidt Motorsports om deel te gaan nemen aan alle ovalraces die in dat seizoen op het Indy Lights-programma stonden. Er stonden in dat seizoen zes ovalraces op de kalender, en van de zes races die hij reed, finishte hij er vijf in de top 10. Hij stond op poleposition voor de Freedom 100 op de Indianapolis Motor Speedway, en zijn beste resultaat behaalde hij op de Iowa Speedway, waar hij als derde over de eindstreep kwam.

### IndyCar Series
Clauson maakte in 2012 zijn debuut in de IndyCar Series, door de Indianapolis 500 te gaan rijden voor Sarah Fisher Hartman Racing, waar hij op de 30e plaats eindigde. Hij nam daarna nog tweemaal deel aan de Indianapolis 500, met in 2016 een 23ste plaats als beste resultaat.

## Raceresultaten

### American open-wheelrace-resultaten
Races in vet betekent polepositie, races cursief betekent snelste ronde.

#### Indy Lights
| Jaar | Team                    | 1   | 2   | 3   | 4      | 5     | 6     | 7   | 8    | 9    | 10  | 11    | 12  | 13    | 14     | Pos | Punten |
| ---- | ----------------------- | --- | --- | --- | ------ | ----- | ----- | --- | ---- | ---- | --- | ----- | --- | ----- | ------ | --- | ------ |
| 2011 | Sam Schmidt Motorsports | STP | ALA | LBH | INDY 5 | MIL 4 | IOW 3 | TOR | EDM1 | EDM2 | TRO | NHM 7 | BAL | KTY 5 | LVS 13 | 12  | 170    |

#### IndyCar
| Jaar | Team                        | 1   | 2   | 3   | 4   | 5       | 6       | 7   | 8   | 9   | 10  | 11  | 12  | 13  | 14  | 15  | 16  | Pos | Punten |
| ---- | --------------------------- | --- | --- | --- | --- | ------- | ------- | --- | --- | --- | --- | --- | --- | --- | --- | --- | --- | --- | ------ |
| 2012 | Sarah Fisher Hartman Racing | STP | ALA | LBH | SAO | INDY 30 | DET     | TXS | MIL | IOW | TOR | EDM | MDO | QIN | SNM | BAL | FON | 33  | 13     |
| 2015 | Jonathan Byrd's Racing      | STP | NLA | LBH | ALA | IMS     | INDY 31 | DET | DET | TXS | TOR | FON | MIL | IOW | MDO | POC | SNM | 39  | 10     |
| 2016 | Jonathan Byrd's Racing      | STP | PHX | LBH | ALA | IMS     | INDY 23 | DET | DET | RDA | IOW | TOR | MDO | POC | TXS | WGL | SNM | 33  | 21     |